# Tatiana Polnova
Tatiana Polnova (Rusia, 20 de abril de 1979) es una atleta rusa especializada en la prueba de salto con pértiga, en la que ha logrado ser medallista de bronce europea en 2006.

## Carrera deportiva
En el Campeonato Europeo de Atletismo de 2006 ganó la medalla de bronce en el salto con pértiga, saltando por encima de 4.65 metros, tras su compatriota Yelena Isinbayeva que con 4.80 metros batió el récord de los campeonatos, y la polaca Monika Pyrek (plata también con 4.65 metros pero en menos intentos).